# Малороссы (посёлок)
Малороссы — опустевший поселок в Майнском районе Ульяновской области в составе Выровского сельского поселения.

## География
Находится у реки Юшанка на расстоянии примерно 22 километра на северо-восток по прямой от районного центра поселка Майна.

## История
Основан в начале XX века переселенцами с Украины. Относился к СПК«Колос».

## Население
Население составляло 1 человек в 2002 году (татарской национальности), 0 по переписи 2010 года.